# Tim Flowers
Timothy „Tim“ David Flowers (* 3. Februar 1967 in Kenilworth, Warwickshire) ist ein ehemaliger englischer Fußballtorhüter und derzeitiger -trainer. Im Verlauf der fast zwei Jahrzehnte andauernden aktiven Karriere hatte er seine erfolgreichste Zeit zunächst beim FC Southampton und danach bei den Blackburn Rovers. Mit den Rovers gewann er 1995 die englische Meisterschaft und fünf Jahre später errang er mit Leicester City den Ligapokal. Dazu absolvierte er elf A-Länderspiele für England und war Teil des Kaders bei der Euro 1996 im eigenen Land sowie der WM 1998 in Frankreich, blieb dabei aber zumeist nur Ersatzmann hinter David Seaman.

## Spielerkarriere

### Verein

#### Wolverhampton Wanderers (1981–86)
Flowers schloss sich im März 1981 als Schüler der Nachwuchsarbeit der Wolverhampton Wanderers an. Nach dem Erhalt eines Ausbildungsvertrags im August 1983 wurde er ein Jahr später in den Profikader befördert. Am 25. Oktober 1984 debütierte er gegen Sheffield United (2:2) für den gerade wieder in die zweite Liga abgestiegenen Verein und als Nachfolger von John Burridge stand er in der Saison 1984/85 auf Anhieb in insgesamt 44 Pflichtspielen zwischen den Pfosten. Der finanziell angeschlagene Klub wurde jedoch als Tabellenletzter in die dritte Liga durchgereicht und in der folgenden Spielzeit 1985/86, als sogar der Fall in die Viertklassigkeit folgte, teilte er sich die Rolle der „Nummer 1“ mit Scott Barrett. Im Juni 1986 wechselte er dann im Alter von 19 Jahren für eine Ablösesumme von 70.000 Pfund zum Erstligisten FC Southampton, um dort in erster Linie als Ersatzmann hinter Peter Shilton zu fungieren.

#### FC Southampton (1986–93)
Sein Start bei den „Saints“ verlief holprig. Er kassierte bei seinem Einstand gegen Manchester United fünf Gegentore, brach sich bei seinem zweiten Einsatz den Kiefer und stand im Schatten von Shilton sowie später von dem ebenfalls mittlerweile in Southampton angekommenen Burridge. Er wurde zudem zweifach an Swindon Town ausgeliehen, wo Flowers in der Spätphase der Saison 1986/87 zu zwei Einsätzen kam und fünf weitere Partien in der anschließenden Spielzeit hinzufügte. In der Saison 1989/90 entwickelte er sich nach dem Wechsel von Burridge zu Newcastle United zum Stammtorwart in Southampton und gleichzeitig einem der besten Torhüter Englands. In den folgenden drei Jahren verpasste er nur fünf Ligapartien und in der Spielzeit 1991/92 hatte er im FA Cup einen großen Moment, als er im Elfmeterschießen entscheidend gegen Ryan Giggs parierte. Im November 1993 ging er – mittlerweile in der englischen Nationalmannschaft gereift – für die Torhüter-Weltrekordsumme von 2,4 Millionen Pfund zu den von Kenny Dalglish trainierten Blackburn Rovers, die zu diesem Zeitpunkt intensiv in neue Spieler investierten.

#### Blackburn Rovers (1993–99)
Flowers rechtfertigte den hohen Kaufpreis schnell, löste Bobby Mimms als Stammtorhüter ab und nach dem Gewinn der Vizemeisterschaft in seiner ersten Spielzeit gewann er im zweiten Jahr den englischen Meistertitel. Dabei war vor allem seine Leistung im vorletzten Saisonspiel gegen Newcastle United (1:0) einer der Schlüsselfaktoren auf dem Weg zum Erfolg. Zu Beginn der Saison 1997/98 verlor er unter Roy Hodgson seinen Stammplatz an den Australier John Filan, bevor dieser sich im vierten Spiel verletzte und den Weg vorübergehend wieder für Flowers freimachte. Er selbst begann jedoch unter Verletzungsproblemen zu leiden und in der Spielzeit 1998/99, die mit Blackburns Abstieg in die zweite Liga endete, kam er hinter Filan nur noch in zehn Meisterschaftspartien zum Zuge. Im Juli 1999 wechselte Flowers daraufhin für 1,1 Millionen Pfund zu Leicester City, womit er auch der Premier League erhalten blieb.

#### Leicester City (1999–2003)
Mit seinem neuen Verein Leicester City fand Flowers zunächst zu alter Stärke zurück und gewann im Jahr 2000 mit dem englischen Ligapokal seinen zweiten wichtigen Vereinstitel. Er blieb dort bis 2003, wurde jedoch nach einigen Schwächeperioden zunehmend von Ian Walker verdrängt und jeweils kurzzeitig an Stockport County und Coventry City ausgeliehen, bevor er nach dem Wiederaufstieg von Leicester City in die Premier League seine aktive Laufbahn beendete.

### Englische Nationalmannschaft
Flowers hatte in der Saison 1992/93 mit konstant guten Leistungen für Southampton überzeugt und so kam er am 13. Juni 1993 im Rahmen einer USA-Reise zu seinem Debüt in der A-Nationalmannschaft Englands. Das Freundschaftsspiel gegen Brasilien endete mit einem 1:1-Achtungserfolg. Bereits 1987 hatte er drei Mal für die englische U21 zwischen den Pfosten gestanden, wobei es am 8. September auch zu einem Vergleich mit der Westdeutschen Juniorenauswahl gekommen war. Unmittelbar nach dem Brasilien-Spiel experimentierte Trainer Graham Taylor mit dem gleichsam aufstrebenden Nigel Martyn, nachdem kurz zuvor mit Chris Woods ein weiterer Konkurrent in Ungnade gefallen war. In der Folgezeit war Flowers lange regelmäßig im Kader vertreten, ohne nennenswerte Ambitionen auf einen Stammplatz zu pflegen. Im Jahre 1996 stand er im Nationalmannschaftskader für die EM 1996 im eigenen Land, kam aber – wie auch sonst während seiner aktiven Laufbahn – nicht an dem Stammtorhüter David Seaman vorbei. Bei der WM 1998 in Frankreich wurde Flowers, wie bereits zwei Jahre zuvor – erneut für England nominiert, kam aber im Turnier selbst wieder nicht zum Einsatz und sollte auch kein weiteres Spiel für sein Land mehr bestreiten. Letztmals aktiv für sein Land war er kurz vor der WM, im Vorbereitungsspiel am 27. Mai 1998 gegen das Team aus Marokko.

## Trainerkarriere
Nach seiner aktiven Karriere, wurde Flowers Torwarttrainer bei Leicester City und Manchester City, ehe ihn Nordiren Iain Dowie am 19. Februar 2007 als Co-Trainer nach Coventry City holte. Als der Verein sich Anfang 2008 von Dowie trennte und John Harbin und  Frankie Bunn als Interimstrainer vorstellte, verließ auch Flowers die „Himmelblauen“. Als Dowie bereits im Mai des gleichen Jahres mit den Queens Park Rangers einen neuen Klub fand, folgte ihm der ehemalige Torhüter. Jedoch schieden sich die Wege bereits im Oktober 2008 wieder und Flowers heuerte wieder als Torwarttrainer an. Im März 2010 heuerte Dowie beim abstiegsbedrohten Premier-League-Team Hull City. Neben Steve Wigley holte er erneut Flowers in sein Assistenztrainerteam, um den Klassenerhalt zu schaffen.
In der Saison 2010/11 arbeitete er im Amateurbereich als Cheftrainer für die Stafford Rangers und danach im Trainerstab der Kidderminster Harriers, bevor er drei Jahre als Assistent für Northampton Town – dabei zweimal interimistisch als Cheftrainer – aktiv war. Im März 2014 schloss er sich unter Gary Whild ein weiteres Mal als Kotrainer den Kidderminster Harriers an. Kurz darauf unterbrach er diese Tätigkeit, um unter Stuart Pearce bei Nottingham Forest zu arbeiten. Nach Pearces Demission im Februar 2015 kehrte er zu den Kidderminster Harriers zurück, bevor auch dort seine Tätigkeit kurz nach der Entlassung von Whild im September 2015 endete. Zur Saison 2018/19 übernahm Flowers das Traineramt beim Fünftligisten Solihull Moors, zuvor hatte er bei dem Klub seit November 2017 das Amt des Co-Trainers unter Mark Yates bekleidet. Flowers führte den Klub in die zweite Hauptrunde des FA Cups 2018/19, in der man dem Drittligisten FC Blackpool im Wiederholungsspiel unterlag. In der Liga belegte er am Saisonende mit dem Team den zweiten Platz, in den anschließenden Aufstiegs-Play-offs unterlag man im Halbfinale mit 0:1 gegen den AFC Fylde. Im Januar 2020 erfolgte in gegenseitigem Einvernehmen die Vertragsauflösung.
Ende August 2020 wurde er als neuer Trainer des Viertligaabsteigers Macclesfield Town vorgestellt. Sein dortiges Engagement war allerdings von kurzer Dauer: der Klub wurde bereits Mitte September 2020 wegen Steuerschulden liquidiert, noch bevor das erste Pflichtspiel der Saison ausgetragen wurde. Mitte Dezember 2020 übernahm er beim abstiegsgefährdeten Fünftligisten FC Barnet das Traineramt. Bereits drei Monate später wurde er wieder entlassen, nachdem zehn der elf von ihm betreuten Ligaspiele verloren gingen.

## Titel/Auszeichnungen
- Englische Meisterschaft (1): 1995
- Englischer Ligapokal (1): 2000
- Tournoi de France (1): 1997
- PFA Team of the Year (2): 1993/94, 1994/95
- Englands Spieler des Monats (2): Januar 1997, September 2000